# 訂做鞋
訂做鞋，或稱量身訂做鞋、客製鞋。專為一個人、一雙腳或一隻腳而單獨生產的鞋。

## 訂做鞋的需求
市售的鞋款是由各家廠商自行研發、生產的量產鞋，每一款鞋都要生產出幾拾、上百雙，甚至萬雙以上，經由門市等通路的銷售給予消費者。但每個人的腳型都不同，甚至左腳、右腳就有不同，大小也不相同，而量產鞋的規格都是統一制定的，因此消費者很難在市面上找到一雙真正合自己腳型的鞋子，一般都是以大約的感覺決定買鞋。
對於腳很長、很大、很小、很寬，腳因疾病或是外力受傷造成變型、常期穿著不當鞋子的人，就更難找到適合穿的鞋子，此類的人就得尋求訂製的鞋款。

## 訂做鞋種類

### 手工鞋
經由人工製鞋，依傳承的經驗與手藝，一寸一尺一針一線的為需求者製做新鞋；真傳的老師傅手藝不差，做起鞋來也是非常的用心，精準度、合適度等，十分講就。因為是手工做的，價格一般也貴，如果沒有經濟壓力的考量，是不錯的選擇，但要找到真正手藝好的老師傅，因為手工雖好，功力不足就會有量腳或製鞋上的差誤問題。

### 半電腦製鞋
利用儀器或科學工具，幫助了解需求者的腳型，再用人工經驗判斷應該使用什麼樣的鞋楦製鞋（一般都是兩碼的鞋款共用一個鞋楦），因為是電腦輔助，所以減少了手工誤差的風險，但是這些數據一般是用在人工分析判斷的參考，並非直接用於製鞋的程序或依據，因此仍舊存在人為的誤差風險，但費用會比純手工的成本低些，賣價相對低些。

### 電腦製鞋
近年來市場報導的最新製鞋技術，從量腳、車楦頭到製鞋，都是由電腦程式化的控制，電腦的專長就是精於計算、分析，誤差率低，因此過程到完工，精確度相對較高，但精密的電腦也是人為的操作，所以也會有人為管理疏失的問題，總體相較，成熟的工廠相對風險低一點，產品費用也會低一點。